# جامع سعد بن أبي وقاص (جامع ملا قاوون)
جامع سعد بن أبي وقاص أو جامع ملا قاوون، من مساجد العراق التاريخية القديمة، حيث بني المسجد ( مسجد خليل اغا ) في عام 1204هـ/ 1790م، ويقع في محافظة كركوك في منطقة القورية، ولذلك كان يسمى قديماً جامع القورية الكبير، وفي عام 1293هـ/ 1876م، هدم الجامع واعيد بناؤه من قبل الحاج (علي باسون زادة)، ولا يزال الجامع محافظاً على طابعهِ التراثي وهيئته الأثرية القديمة، ويحتوي الحرم على أعمدة ترتكز عليها أقواس مكونة من قبة دائرية تتوسط سقف المبنى، كما يوجد في الحرم منبر ومحراب ويشتمل على مصلى واسع يتسع لأكثر من 450 مصل وتقام فيهِ حالياً صلاة الجمعة وصلاة العيدين والصلوات الخمس المكتوبة، وتفتح فيهِ دورات صيفية لأكثر من 450 طالب وطالبة.